# Lapis 98
Lapis 98 (ros. Ляпис 98) – białoruski zespół rockowy, założony w kwietniu 2016 roku przez część członków grupy Brutto, grających wcześniej w zespole Lapis Trubieckoj. Grupa powstała, aby wykonywać na koncertach przeboje oryginalnej formacji z lat 90. i początku lat 2000.. Zespół nie nagrywa nowego materiału (wyjątkiem był singel „Brieżniew”, wydany w pierwszą rocznicę powstania grupy), skupia się natomiast na aktywnym koncertowaniu, głównie na Ukrainie oraz Białorusi. Lapis 98 odbył także kilka tras koncertowych po krajach europejskich, m.in. Polsce, a nawet krajach Ameryki Północnej. Z powodu krytycznego stosunku do agresji Federacji Rosyjskiej na Ukrainę, grupa nie koncertuje w tym kraju. 

## Skład

### Obecny skład zespołu
- Siarhiej Michałok – wokal (od 2016)
- Pawieł Wialiczka – gitara (od 2020)
- Aleś-Franciszak Myszkiewicz – gitara akustyczna (2019)[9], gitara basowa, wokal wspierający (od 2019)[10]
- Uładzisłau „Krab” Sienkiewicz – trąbka, wokal wspierający (od 2016)
- Wałerij „Gromozieka” Czesnokow – puzon, wokal wspierający (od 2020)
- Andrej „Baron” Baryła – saksofon (od 2020)
- Pawieł Michałok – klawisze (od 2020)
- Dzianis „Szurup” Szurau – instrumenty perkusyjne (od 2016)[11]
- Alaksandr Starażuk – instrumenty perkusyjne (od 2021)

### Byli członkowie zespołu
- Dzianis „Dynia” Sturczanka – gitara basowa (2016–2019)
- Pawieł Traciak – gitara (2016–2020)
- Iwan „Cybula” Hałuszka – puzon, wokal wspierający (2016-2020)
- Petro „Aist” Łosewski – instrumenty perkusyjne (gościnnie, 2020-2021)

### Personel techniczny
- Anton Azizbiekian – producent zespołu
- Andrej Babrouka – technik dźwięku
- Dzmitryj Babrouka – technik sceny[12]

## Dyskografia

### Single
| Rok  | Dane dot. singla                                                                                               | Album | Źródło |
| ---- | --- | ----- | ------ |
| 2017 | „Brieżniew” - Oryginalna pisownia tytułu: „Брежнев” - Data wydania: 9 kwietnia 2017                            | –     | [ 13 ] |
| 2017 | „Jabłoni” - Cover Lapis Trubieckoj - Oryginalna pisownia tytułu: „Яблони” - Data wydania: 15 października 2017 | –     | [ 14 ] |

### Kompilacje
| Rok  | Dane dot. kompilacji | Źródło |
| ---- | --- | ------ |
| 2018 | Ty kinula (Luczszyje hity za 25 let) - Oryginalna pisownia tytułu: Ты кинула (Лучшие хиты за 25 лет) - Data wydania: 2018 | [ 15 ] |
| 2020 | Nieizwiestnyje piesni Lapisow - Oryginalna pisownia tytułu: Неизвестные песни Ляписов - Data wydania: 15 czerwca 2020     | [ 16 ] |

## Teledyski
| Rok  | Tytuł        | Pisownia oryginalna | Data premiery        | Reżyser           | Źródło |
| ---- | ------------ | ------------------- | -------------------- | ----------------- | ------ |
| 2017 | „Brieżniew”  | „Брежнев”           | 7 kwietnia 2017      | Karolina Polakowa | [ 13 ] |
| 2017 | „Jabłoni”    | „Яблони”            | 15 października 2017 |                   | [ 14 ] |
| 2017 | „Mietielica” | „Метелица”          | 30 listopada 2017    | Iwan Borisow      | [ 17 ] |